# Poble Espanyol
Il Poble Espanyol (Villaggio Spagnolo) è un museo all'aria aperta ubicato sulla collina Montjuïc di Barcellona.

## Storia
Fu costruito in occasione dell'Esposizione Universale del 1929 sulla base di un'idea dell'architetto Josep Puig i Cadafalch. Venne concepito come un paese che racchiudesse le principali caratteristiche dei paesi spagnoli, e il progetto venne realizzato dagli architetti Francesc Folguera e Ramon Reventós, con la collaborazione degli artisti Xavier Nogués e Miquel Utrillo.
Il museo occupa un'area di 42.000 m² e al suo interno sono riprodotte (su diversa scala) gli edifici, le piazze e le strade più rappresentative di alcune città spagnole. In origine il recinto doveva avere una durata programmata di sei mesi (la durata dell'Expo), ma il successo di pubblico ha permesso che giungesse intatto ai giorni nostri. Oggi il museo, che contiene gli edifici rappresentativi di 15 delle Comunità autonome spagnole, ha la funzione di museo architettonico all'aria aperta e di mostra di artigianato popolare.

## Galleria d'immagini

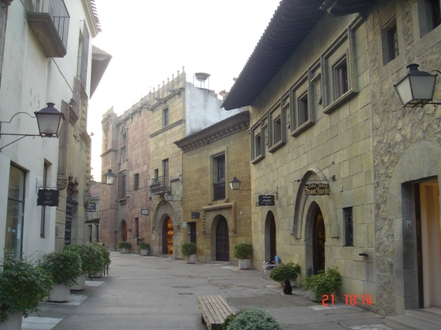
Via
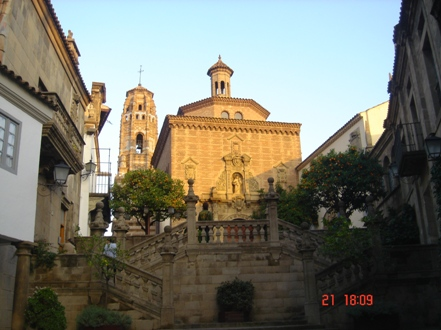
Chiesa
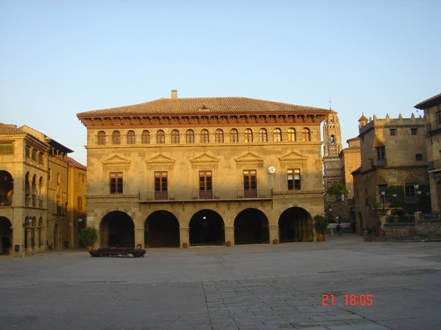
Palazzo
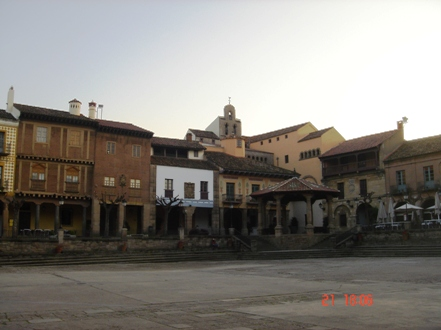
Piazza